# Žehuň
Žehuň (deutsch Zehun) ist eine Gemeinde in Tschechien. Sie liegt 12 Kilometer östlich von Poděbrady und gehört zum Okres Kolín.

## Geographie
Žehuň befindet sich am linken Ufer der Cidlina am Damm des Teiches Žehuňský rybník auf der Ostböhmischen Tafel. Rechtsseitig des Flusses verläuft die Bahnstrecke Velký Osek–Trutnov, zwei Kilometer nordwestlich liegt die Bahnstation „Dobšice nad Cidlinou“. Im Süden erhebt sich der Hügel Kozí hůra (272 m). Anderthalb Kilometer südlich wird das Dorf von der Autobahn D 11/Europastraße 67 umfahren, dort befindet sich die Abfahrt 50 „Žehuň“.
Nachbarorte sind Báň und Kněžičky im Norden, Choťovice im Nordosten, Dománovice im Südosten, Polní Chrčice und Hájky im Süden, Sány im Südwesten, Dobšice und Libněves im Westen sowie Kolaje und Hradčany im Nordwesten.

## Geschichte
Die erste urkundliche Erwähnung von Segun erfolgte im Jahre 1137 im Zuge des Baus der Kirche des hl. Gotthard durch das Kloster Opatowitz. 1361 verkaufte das Kloster den Ort. Nachfolgend entstand eine Feste. Besitzer des Dorfes wurde im Jahre 1380 Hermann von Choustník und seit dem Ende des 14. Jahrhunderts ist das Geschlecht von Žehuně nachweisbar. Zwischen 1493 und 1499 wurde Žehuň an die Herrschaft Hradišťko angeschlossen. In dieser Zeit erlosch auch die Feste, von der lange Zeit angenommen wurde, dass sie an der Stelle des Pfarrhauses gestanden sei. Bei 1953 während der Sanierungsarbeiten am Zehuner Teich durch den Archäologen Antonín Hejna auf dem trockengelegten Grund durchgeführten Untersuchungen konnte die Lage der Feste ermittelt werden. Sie befand sich einen knappen Kilometer nördlich des Dorfes und liegt heute im Teich.
Nachdem zwischen 1492 und 1497 die Cidlina durch Štěpán Netolický für Vladislav II. zum Königlichen Zehuner Fischteich aufgestaut worden war, lag der Ort direkt am Damm. Im 16. Jahrhundert wurde Žehuň Teil der Herrschaft Chlumetz. Durch Jakob Krčín von Jelčany wurden zum Ende des 16. Jahrhunderts am Teiche größere Reparaturen vorgenommen. 1562 ließ Erzherzog Ferdinand am Teich ein Gehege für Stuten und Fohlen anlegen. 1629 erwarb Johann Octavian Graf Kinsky die Herrschaft Chlumetz sowie den königlichen Teich. In der berní rula von 1654 sind für Zehun neun Bauernstellen, sieben Beisassen und ein Kötter ausgewiesen; sechs Anwesen lagen wüst. Im Laufe seiner Geschichte wurde das Dorf als Zyhun, Zychun, Zahuna, Ziehunie, Ziehaun, Zehun, Žehunie, Žegúň, Segun, Žehauň, Žehúň und Schehun erwähnt.
Nach der Aufhebung der Patrimonialherrschaften bildete Žehuň mit den Ortsteilen Báň, Stará Báň und Mírkovice ab 1850 eine Gemeinde im Bezirk Poděbrady. Im Jahre 1870 nahm am gegenüberliegenden Ufer der Cidlina die Eisenbahnstrecke Groß Wossek – Wostromer den Verkehr auf. Am 1. Januar 1961 wurde Choťovice eingemeindet und die Gemeinde Žehuň dem Okres Nymburk zugeordnet. Seit Beginn des Jahres 2007 gehört sie zum Okres Kolín.

## Gemeindegliederung
Für die Gemeinde Žehuň sind keine Ortsteile ausgewiesen.

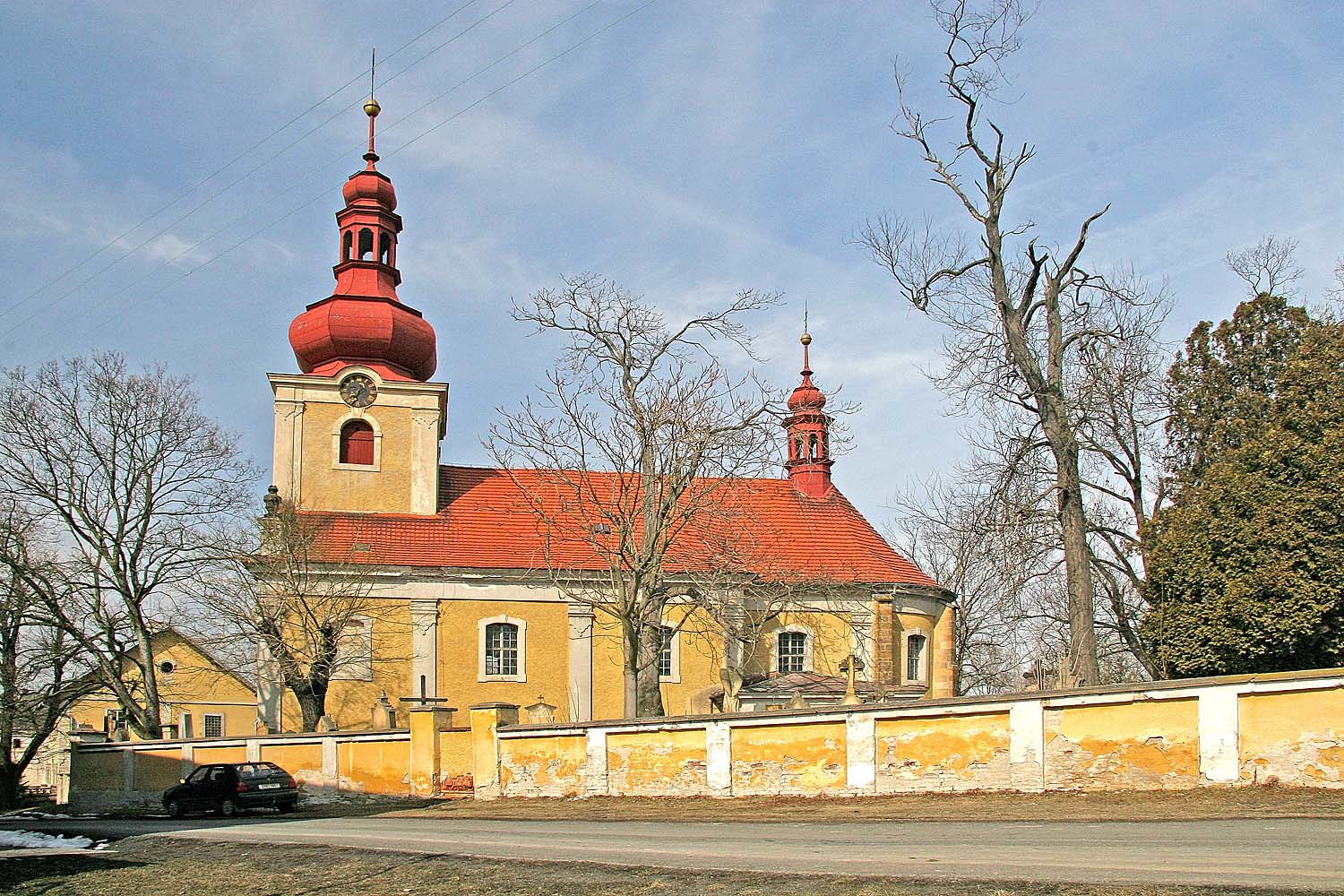
Kirche St. Gotthard

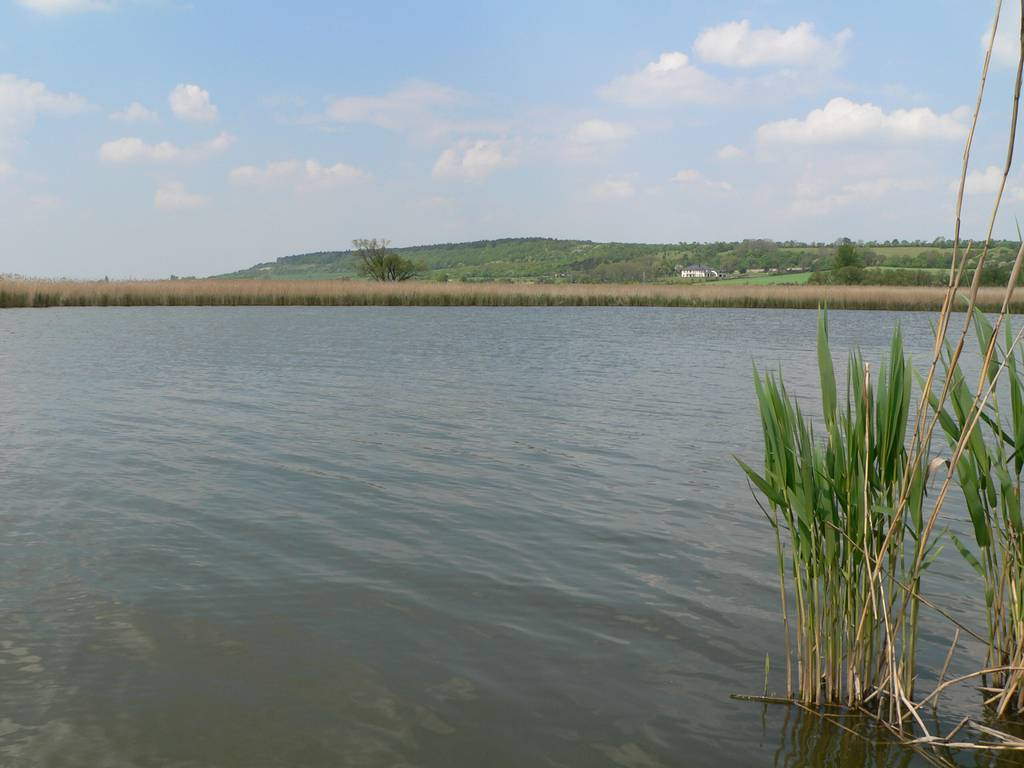
Blick über den Žehuňský rybník nach Báň

## Sehenswürdigkeiten
- Barocke Kirche des hl. Gotthard, das Bauwerk mit Zwiebelturm wurde zwischen 1753 und 1762 nach Plänen von Franz Kermer errichtet. Das benachbarte Beinhaus entstand 1765–1766 ebenfalls nach Kermers Plänen
- Teich Žehuňský rybník (Zehuner Teich) mit 254 ha Wasserfläche, seit 1958 nationales Naturschutzgebiet
- Naturschutzgebiet Kněžičky und Wald Žehuňská obora (Zehuner Tiergarten), nordöstlich am Teich
- Naturschutzgebiet Báň um den Hügel „Hügel Na Hřebínku“, nördlich des Ortes
- Kapelle des hl. Ferdinand, nordöstlich am Rande der Žehuňská obora
- Jagdschlösschen Kněžičky (Neugebäu) in der Žehuňská obora
- Denkmalgeschützte 600-jährige Sommereiche auf dem Teichdamm
- Statue des hl. Johannes von Nepomuk aus dem Jahre 1796, umgeben von zwei denkmalgeschützten Winterlinden